# Lazenay
Lazenay is een gemeente in het Franse departement Cher (regio Centre-Val de Loire) en telt 361 inwoners (2005). De plaats maakt deel uit van het arrondissement Vierzon.

## Geografie
De oppervlakte van Lazenay bedraagt 29,6 km², de bevolkingsdichtheid is 12,2 inwoners per km².
De onderstaande kaart toont de ligging van Lazenay met de belangrijkste infrastructuur en aangrenzende gemeenten.

## Demografie
Onderstaande figuur toont het verloop van het inwonertal (bron: INSEE-tellingen).